# 帕维尔·阿达莫维奇
帕维尔·博格丹·阿达莫维奇（波蘭語：Paweł Bogdan Adamowicz；IPA：[ˈpavɛw ˈbɔɡdan adaˈmɔvit͡ʂ]，1965年11月2日—2019年1月14日），波蘭政治人物和律師。1998年起任職波蘭濱海省格但斯克市長，直至被刺殺身亡。

## 生平
1965年出生于格但斯克，在格但斯克大学修讀法律，並在當時成為著名學生社運人士。他亦是1988年罷工的主辦人士之一，並擔任罷工委員會主席。1990至1993年期間，他在母校擔任副校長。
1990年，他被獲選為格但斯克市議會議員，直至1998年獲選為格但斯克市長。2002年11月10日，阿达莫维奇得票72%，成功連任。
若望·保祿二世曾向阿达莫维奇頒授教會與教宗獎章金十字，波蘭總統亞歷山大·克瓦希涅夫斯基亦曾頒授十字勳章。2014年，阿达莫维奇獲頒發自由與團結十字，以肯定他在共產黨時期為民主運動的付出。
2018年，他親自參加第四屆格但斯克骄傲游行，並提供榮譽贊助。
2019年1月13日，阿达莫维奇出席格但斯克的聖誕慈善大樂隊期間在台上被人刺傷，隨即送醫急救，然而情況危急，1天後不治身亡，享年53歲。
根據偵查人員調查結果，刺殺阿達莫維奇的27岁的嫌疑人2013年曾因抢劫格但斯克4家银行被捕。嫌疑人向侦查人员表示，“波兰公民纲领党执政期间在狱中遭到了非常糟糕的对待，甚至遭受酷刑。”阿达莫维奇曾经身为波兰公民纲领党党员15年，但2015年他离开了该党。

## 荣誉
- 教會與教宗獎章金十字（2001年，梵蒂岡）
- 國際獅子會優異獎章（2005年）
- 「榮耀藝術」文化勳章銀質獎章（2005年，波蘭）
- 布拉格的亚德伯獎章（2010年）
- 骑士十字级波兰复兴勋章（2010年，波蘭）[6]
- 法國榮譽軍團騎士勳章（2012年，法國）
- 民事勋章（英语：Order of Civil Merit）（2013年，西班牙）
- Terra Mariana十字勋章（英语：Order of the Cross of Terra Mariana）（2014年，愛沙尼亞）[7]
- 自由與團結十字（英语：Cross of Freedom and Solidarity）（2014年，波蘭）

## 外部鏈結
- （波兰文） Paweł Adamowicz' website